# Sauherad
Sauherad was een gemeente in de voormalige provincie Telemark in het zuiden van Noorwegen. De gemeente werd met ingang van 1 januari 2020 samengevoegd met de gemeente Bø tot de nieuwe gemeente Midt-Telemark in de 'nieuwe' provincie Vestfold og Telemark.
Sauherad lag aan het meer Norsjø. Omliggende plaatsen zijn Notodden en Ulefoss. De gemeente telde 4303 inwoners in januari 2017.

## Plaatsen in de voormalige gemeente
- Akkerhaug
- Gvarv
- Hjukse
- Nordagutu